# كارلوس بيريز (مصور)
كارلوس بيريز (بالإسبانية: Carlos Pérez Siquier)‏ (و. 1930  م) هو مصور إسباني، ولد في ألمرية.

## جوائز
حصل على جوائز منها:

ميدالية الاستحقاق الذهبية في الفنون الجميلة (إسبانيا) (2018)